# جان کورنین
جان کورنین (به انگلیسی: John Cornyn III) (متولد ۱۹۵۲ تگزاس) سناتور ارشد ایالات متحده از ایالت تگزاس است. وی دومین مقام عالی رتبه حزب جمهوریخواه در سناست. 
وی از دانشگاه ویرجینیا دارای مدرک فوق دکترای حقوق می‌باشد.

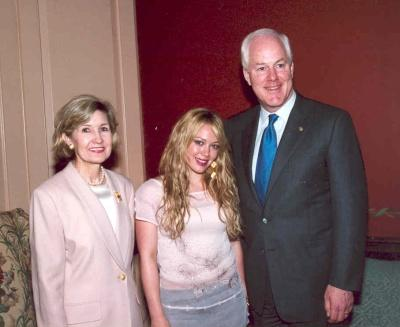
از راست به چپ: جان کورنین٬ هیلاری داف، و کی بایلی هاچینسون.